# Saint-Cyprien (Dordogne)
Pour les articles homonymes, voir Saint-Cyprien.
Saint-Cyprien est une commune française située dans le département de la Dordogne, en région Nouvelle-Aquitaine.
Chef-lieu du canton de Saint-Cyprien de 1790 à 2015, la commune est devenue à cette date le bureau centralisateur du canton de la Vallée Dordogne.

## Géographie

### Généralités
Saint-Cyprien fait partie du Périgord noir et se situe en rive droite de la vallée de la Dordogne. Elle est implantée au flanc d'un coteau.

### Communes limitrophes
Saint-Cyprien est limitrophe de six autres communes. Au sud, son territoire est distant d'une centaine de mètres de celui de Marnac.
| Les Eyzies                |               | Meyrals            |
| Campagne                  | Saint-Cyprien | Castels et Bézenac |
| Coux et Bigaroque-Mouzens |               | Berbiguières       |

### Géologie et relief

#### Géologie
Situé sur la plaque nord du Bassin aquitain et bordé à son extrémité nord-est par une frange du Massif central, le département de la Dordogne présente une grande diversité géologique. Les terrains sont disposés en profondeur en strates régulières, témoins d'une sédimentation sur cette ancienne plate-forme marine. Le département peut ainsi être découpé sur le plan géologique en quatre gradins différenciés selon leur âge géologique. Saint-Cyprien est située dans le troisième gradin à partir du nord-est, un plateau formé de calcaires hétérogènes du Crétacé.
Les couches affleurantes sur le territoire communal sont constituées de formations superficielles du Quaternaire et de roches sédimentaires datant pour certaines du Cénozoïque, et pour d'autres du Mésozoïque. La formation la plus ancienne, notée j6-7, date du Kimméridgien terminal au Tithonien, composée de calcaires micritiques en petits bancs alternant avec des bancs marneux à lumachelles. La formation la plus récente, notée CFvs, fait partie des formations superficielles de type colluvions carbonatées de vallons secs : sable limoneux à débris calcaires et argile sableuse à débris. Le descriptif de ces couches est détaillé dans  la feuille « no 807 - Le Bugue » de la carte géologique au 1/50 000 de la France métropolitaine, et sa notice associée.

Carte géologique de Saint-Cyprien.

#### Relief et paysages
Le département de la Dordogne se présente comme un vaste plateau incliné du nord-est (491 m, à la forêt de Vieillecour dans le Nontronnais, à Saint-Pierre-de-Frugie) au sud-ouest (2 m à Lamothe-Montravel). L'altitude du territoire communal varie quant à elle entre 55 mètres et 240 mètres,.
Dans le cadre de la Convention européenne du paysage entrée en vigueur en France le 1er juillet 2006, renforcée par la loi du 8 août 2016 pour la reconquête de la biodiversité, de la nature et des paysages, un atlas des paysages de la Dordogne a été élaboré sous maîtrise d’ouvrage de l’État et publié en octobre 2020. Les paysages du département s'organisent en huit unités paysagères,. La commune fait partie du Périgord noir, un paysage vallonné et forestier, qui ne s’ouvre que ponctuellement autour de vallées-couloirs et d’une multitude de clairières de toutes tailles. Il s'étend du nord de la Vézère au sud de la Dordogne (en amont de Lalinde) et est riche d’un patrimoine exceptionnel.
La superficie cadastrale de la commune publiée par l'Insee, qui sert de référence dans toutes les statistiques, est de 21,50 km2,,. La superficie géographique, issue de la BD Topo, composante du Référentiel à grande échelle produit par l'IGN, est quant à elle de 22,23 km2.

### Hydrographie

#### Réseau hydrographique
La commune est située dans le bassin de la Dordogne au sein du Bassin Adour-Garonne. Elle est drainée par la Dordogne, le Moulant, le Moulinet et par divers petits cours d'eau, qui constituent un réseau hydrographique de 18 km de longueur totale,.
La Dordogne, d'une longueur totale de 483,1 km, prend naissance sur les flancs du puy de Sancy (1 885 m), dans la chaîne des monts Dore, traverse six départements dont la Dordogne dans sa partie sud, et conflue avec la Garonne à Bayon-sur-Gironde, pour former l'estuaire de la Gironde,. Elle borde la commune au sud sur deux kilomètres, face à Berbiguières.
Son affluent de rive droite le Moulant arrose le sud-est du territoire communal sur près de deux kilomètres et demi, passant à l'est et au sud du bourg.
Affluent de rive gauche de la Vézère, le Moulinet prend sa source dans le nord de la commune, lui servant de limite territoriale sur trois kilomètres en direction du nord-ouest, face aux Eyzies.

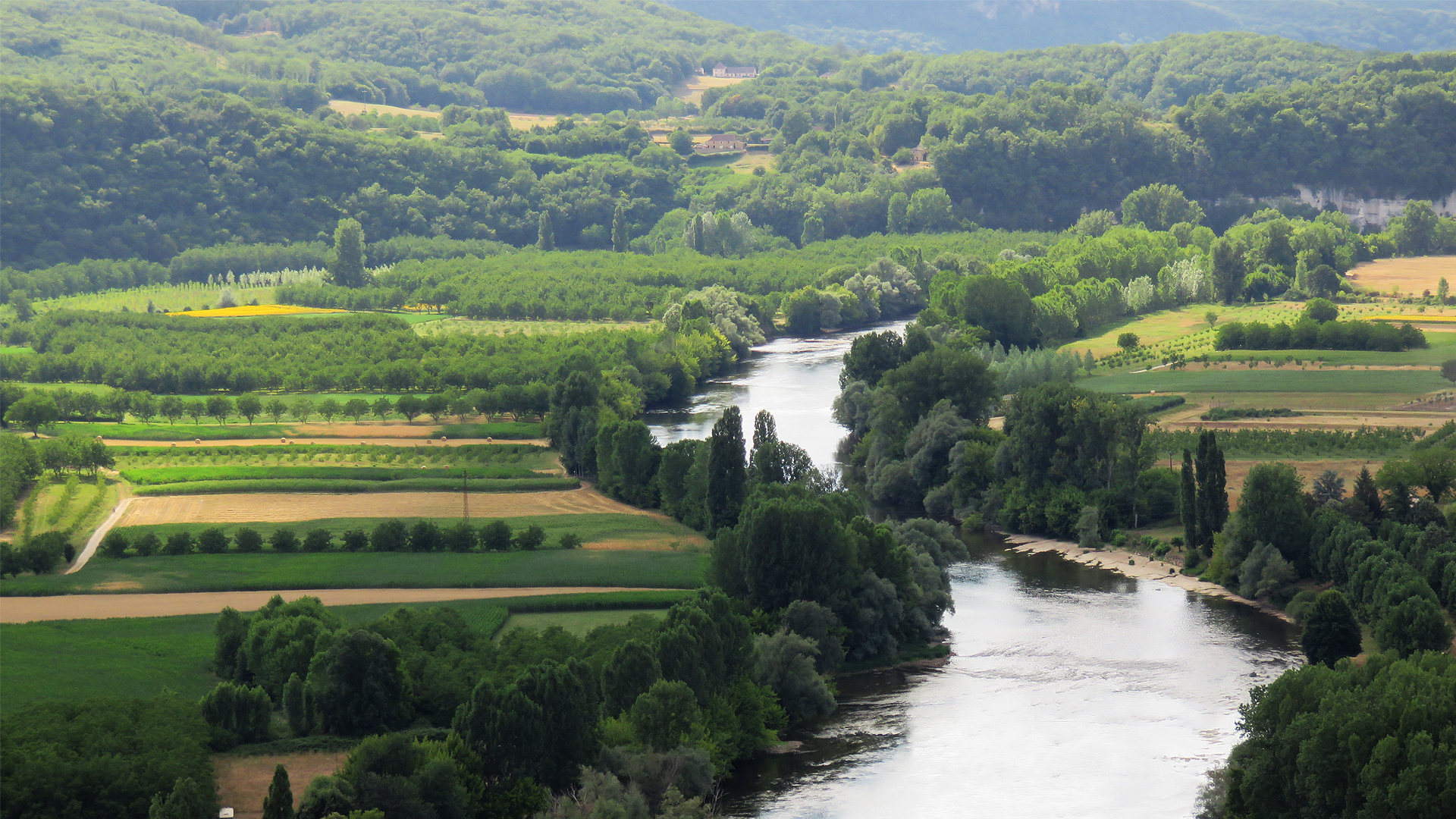
La Dordogne vue depuis Saint-Cyprien.
Réseaux hydrographique et routier de Saint-Cyprien.
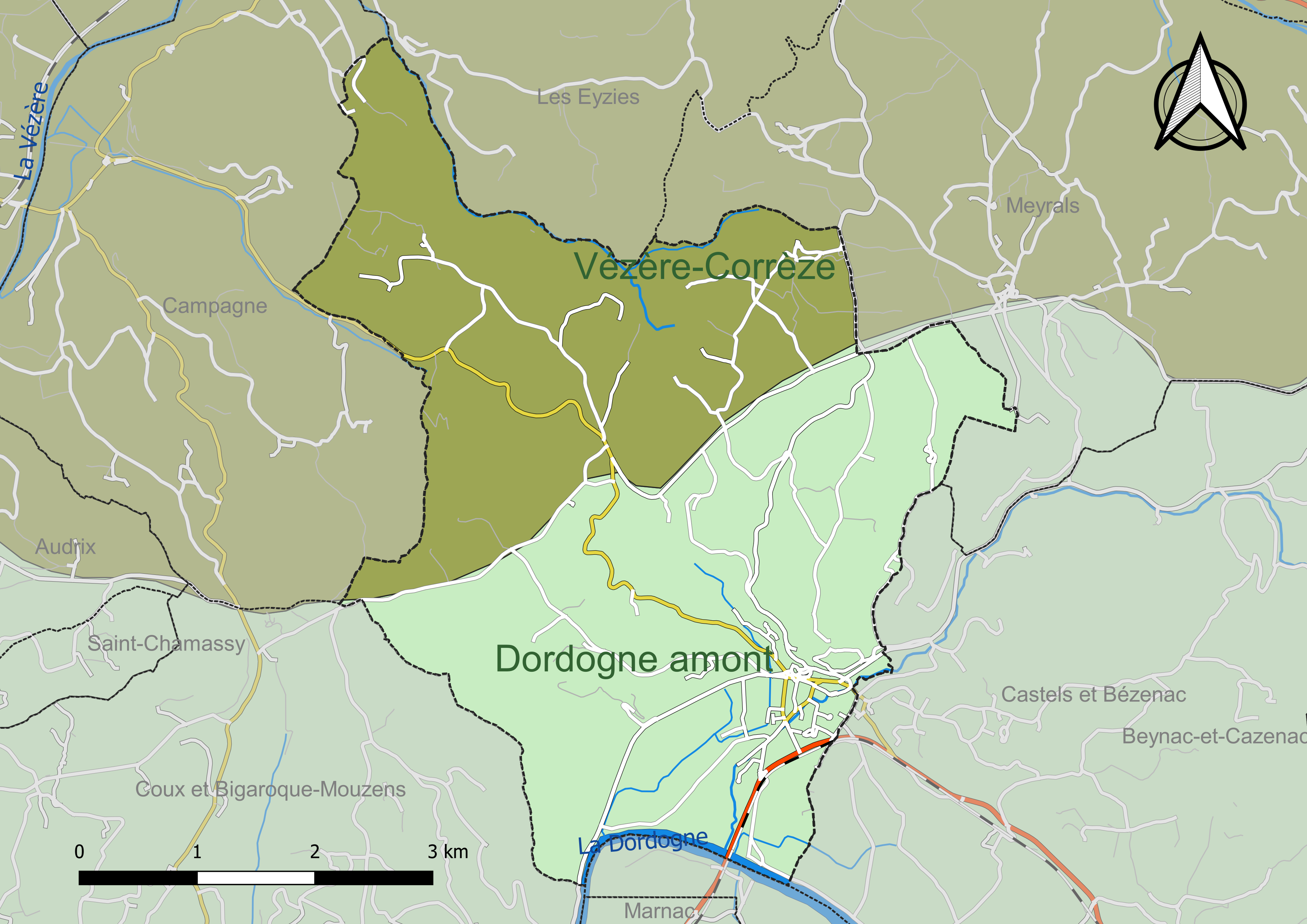
Carte des schémas d'aménagement et de gestion des eaux (SAGE) couvrant le territoire communal de Saint-Cyprien.

#### Gestion et qualité des eaux
Le territoire communal est couvert par les schémas d'aménagement et de gestion des eaux (SAGE) « Dordogne amont » et « Vézère-Corrèze ». Le SAGE « Dordogne amont », dont le territoire s'étend des sources de la Dordogne jusqu'à la confluence de la Vézère à Limeuil, d'une superficie de 9 700 km2 est en cours d'élaboration. La structure porteuse de l'élaboration et de la mise en œuvre est l'établissement public territorial de bassin de la Dordogne (EPIDOR). Le SAGE « Vézère-Corrèze », dont le territoire regroupe les bassins versants de la Vézère et de la Corrèze, d'une superficie de 3 730 km2 est en cours d'élaboration. La structure porteuse de l'élaboration et de la mise en œuvre est le conseil départemental de la Corrèze. Ils définissent chacun sur leur territoire les objectifs généraux d’utilisation, de mise en valeur et de protection quantitative et qualitative des ressources en eau superficielle et souterraine, en respect des objectifs de qualité définis dans le troisième SDAGE  du Bassin Adour-Garonne qui couvre la période 2022-2027, approuvé le 10 mars 2022.
Au sud, environ 55 % du territoire dépend du SAGE Dordogne amont. Au nord, le bassin versant du Moulinet est rattaché au SAGE Vézère-Corrèze.
La qualité des eaux de baignade et des cours d’eau peut être consultée sur un site dédié géré par les agences de l’eau et l’Agence française pour la biodiversité.

### Climat
Pour des articles plus généraux, voir Climat de la Nouvelle-Aquitaine et Climat de la Dordogne.
Historiquement, la commune est exposée à un climat océanique aquitain.  
En 2020, Météo-France publie une typologie des climats de la France métropolitaine dans laquelle la commune est exposée à un climat océanique altéré et est dans la région climatique  Aquitaine, Gascogne, caractérisée par une pluviométrie abondante au printemps, modérée en automne, un faible ensoleillement au printemps, un été chaud (19,5 °C), des vents faibles, des brouillards fréquents en automne et en hiver et des orages fréquents en été (15 à 20 jours).
Pour la période 1971-2000, la température annuelle moyenne est de 12,7 °C, avec  une amplitude thermique annuelle de 16,2 °C. Le cumul annuel moyen de précipitations est de 874 mm, avec 12,7 jours de précipitations en janvier et 6,8 jours en juillet. Pour la période 1991-2020, la température moyenne annuelle observée sur la station météorologique la plus proche, située sur la commune de Pays de Belvès à 11 km à vol d'oiseau, est de 13,0 °C et le cumul annuel moyen de précipitations est de 888,2 mm,. Pour l'avenir, les paramètres climatiques de la commune estimés pour 2050 selon différents scénarios d’émission de gaz à effet de serre sont consultables sur un site dédié publié par Météo-France en novembre 2022.

### Milieux naturels et biodiversité

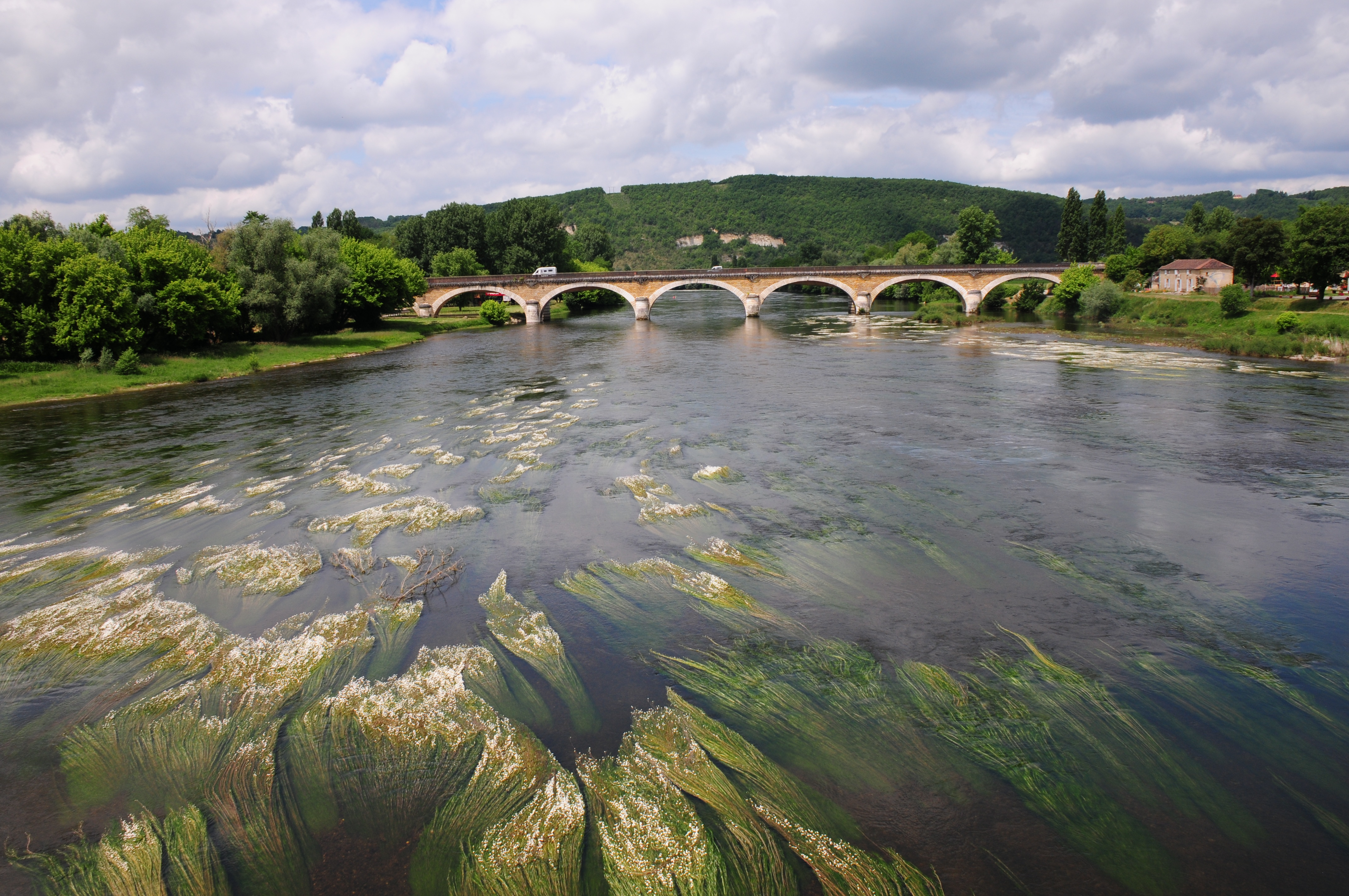
Le pont ferroviaire du Garrit sur la Dordogne, entre Berbiguières (à gauche) et Saint-Cyprien (en rive opposée).

#### Natura 2000
La Dordogne est un site du réseau Natura 2000 limité aux départements de la Dordogne et de la Gironde, et qui concerne les 104 communes riveraines de la Dordogne, dont Saint-Cyprien,. Seize espèces animales et une espèce végétale inscrites à l'annexe II de la directive 92/43/CEE de l'Union européenne y ont été répertoriées.

#### ZNIEFF
Saint-Cyprien fait partie des 102 communes concernées par la zone naturelle d'intérêt écologique, faunistique et floristique (ZNIEFF) de type II « La Dordogne »,, dans laquelle ont été répertoriées huit espèces animales déterminantes et cinquante-sept espèces végétales déterminantes, ainsi que quarante-trois autres espèces animales et trente-neuf autres espèces végétales.

## Urbanisme

### Typologie
Au 1er janvier 2024, Saint-Cyprien est catégorisée bourg rural, selon la nouvelle grille communale de densité à 7 niveaux définie par l'Insee en 2022.
Elle est située hors unité urbaine et hors attraction des villes,.

### Occupation des sols
L'occupation des sols de la commune, telle qu'elle ressort de la base de données européenne d’occupation biophysique des sols Corine Land Cover (CLC), est marquée par l'importance des forêts et milieux semi-naturels (47,5 % en 2018), une proportion sensiblement équivalente à celle de 1990 (47,6 %). La répartition détaillée en 2018 est la suivante : 
forêts (47,4 %), prairies (21,1 %), zones agricoles hétérogènes (17,4 %), zones urbanisées (7,3 %), terres arables (5,8 %), eaux continentales (0,8 %). L'évolution de l’occupation des sols de la commune et de ses infrastructures peut être observée sur les différentes représentations cartographiques du territoire : la carte de Cassini (XVIIIe siècle), la carte d'état-major (1820-1866) et les cartes ou photos aériennes de l'IGN pour la période actuelle (1950 à aujourd'hui).

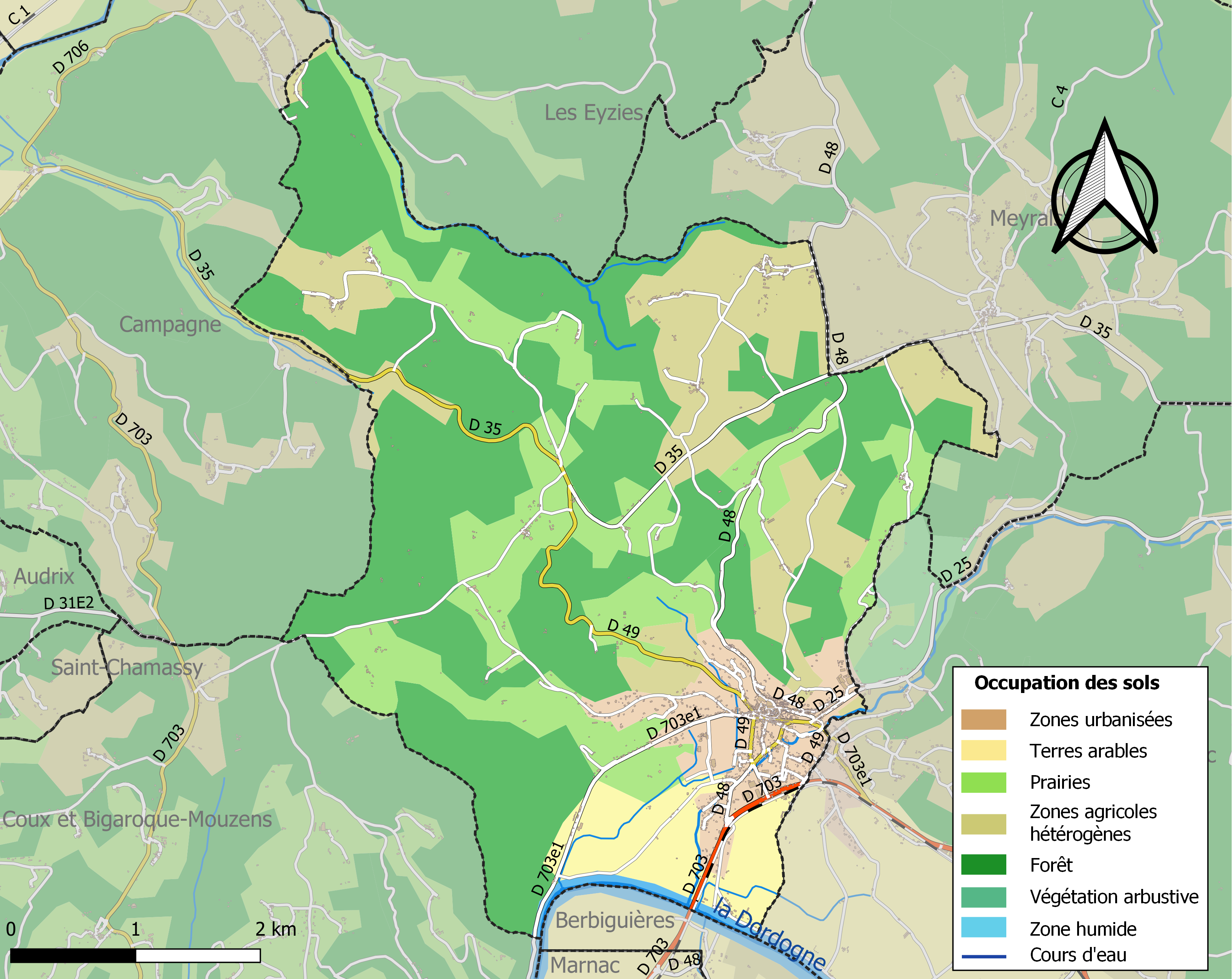
Carte des infrastructures et de l'occupation des sols de la commune en 2018 (CLC).

### Prévention des risques
Le territoire de la commune de Saint-Cyprien est vulnérable à différents aléas naturels : météorologiques (tempête, orage, neige, grand froid, canicule ou sécheresse), inondations, feux de forêts, mouvements de terrains et séisme (sismicité très faible). Il est également exposé à un risque technologique, la rupture d'un barrage. Un site publié par le BRGM permet d'évaluer simplement et rapidement les risques d'un bien localisé soit par son adresse soit par le numéro de sa parcelle.

#### Risques naturels
Certaines parties du territoire communal sont susceptibles d’être affectées par le risque d’inondation par débordement de cours d'eau, notamment la Dordogne. La commune a été reconnue en état de catastrophe naturelle au titre des dommages causés par les inondations et coulées de boue survenues en 1982, 1993, 1996, 1999, 2002, 2003 et 2008,. Le risque inondation est pris en compte dans l'aménagement du territoire de la commune par le biais du plan de prévention des risques inondation (PPRI) de la « vallée de la Dordogne amont »  approuvé le 15 avril 2011, pour les crues de la Dordogne,.
Saint-Cyprien est exposée au risque de feu de forêt. L’arrêté préfectoral du 14 mars 2013 fixe les conditions de pratique des incinérations et de brûlage dans un objectif de réduire le risque de départs d’incendie. À ce titre, des périodes sont déterminées : interdiction totale du 15 février au 15 mai et du 15 juin au 15 octobre, utilisation réglementée du 16 mai au 14 juin et du 16 octobre au 14 février. En septembre 2020, un plan inter-départemental de protection des forêts contre les incendies (PidPFCI) a été adopté pour la période 2019-2029,.

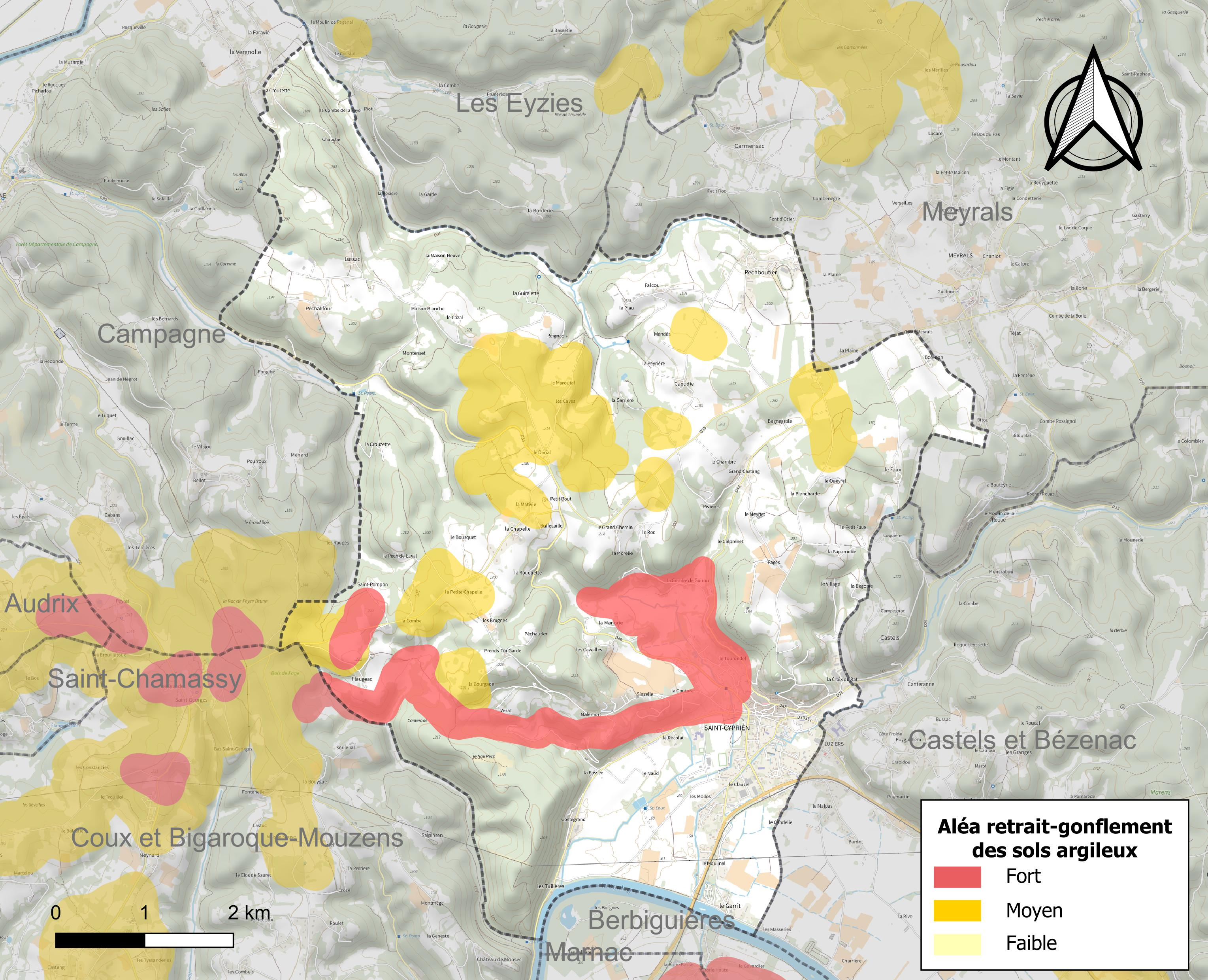
Carte des zones d'aléa retrait-gonflement des sols argileux de Saint-Cyprien.

Les mouvements de terrains susceptibles de se produire sur la commune sont des affaissements et effondrements liés aux cavités souterraines (hors mines) et des tassements différentiels. Afin de mieux appréhender le risque d’affaissement de terrain, un inventaire national permet de localiser les éventuelles cavités souterraines sur la commune. Le retrait-gonflement des sols argileux est susceptible d'engendrer des dommages importants aux bâtiments en cas d’alternance de périodes de sécheresse et de pluie. 21,4 % de la superficie communale est en aléa moyen ou fort (58,6 % au niveau départemental et 48,5 % au niveau national métropolitain). Depuis le 1er octobre 2020, en application de la loi ÉLAN, différentes contraintes s'imposent aux vendeurs, maîtres d'ouvrages ou constructeurs de biens situés dans une zone classée en aléa moyen ou fort,.
La commune a été reconnue en état de catastrophe naturelle au titre des dommages causés par la sécheresse en 1989, 1992, 1997, 2005, 2009, 2011 et 2019 et par des mouvements de terrain en 1999.

#### Risque technologique
La commune est en outre située en aval du barrage de Bort-les-Orgues, un ouvrage de classe A situé dans le département de la Corrèze et faisant l'objet d'un PPI depuis 2009. À ce titre elle est susceptible d’être touchée par l’onde de submersion consécutive à la rupture de cet ouvrage.

## Toponymie
Le nom du lieu se réfère à l'ermite Cyprien, fondateur sur place d'un monastère.
En occitan, la commune porte le nom de Sent Cíbran.

## Histoire
Petite ville née autour d'une abbaye de chanoines réguliers de Saint-Augustin, qui aurait été bâtie sur la tombe d'un ermite appelé Cyprien. Cet ermite se serait installé en l'an 620 dans les grottes de Fages qui surplombent l'actuel village. Il y aurait fondé un monastère. Les invasions barbares, à partir de 848, obligent les religieux à s’entourer de remparts, dont le clocher-donjon est un vestige.
En 1076, le monastère, rattaché à l’ordre des Augustins, devient si florissant que Bertrand de Got, archevêque de Bordeaux et futur pape Clément V, le place sous sa juridiction en tant que seigneur de Bigaroque, d'abord en franc-alleu, avant que l'archevêque Blaise Régnier de Gréelle en fasse hommage au roi. Pendant la guerre de Cent Ans, Saint-Cyprien a souffert de sa position avancée sur la frontière entre le duché de Guyenne et le royaume de France.
Le 27 juin 1613, l'archevêque de Bordeaux, François d'Escoubleau de Sourdis a aliéné ses droits sur Saint-Cyprien au profit de Jean-Jacques de Montesquiou de Saint-Colombe. Le 19 mars 1641, Henri d'Escoubleau de Sourdis a obtenu du Grand conseil d'être rétabli dans la propriété de Saint-Cyprien à condition de rembourser le propriétaire du lieu de la somme de 9 000 livres. Ce qui n'a pas été fait avant 1660 par manque de moyens. Le 19 mai 1660, les habitants de Saint-Cyprien  ont permis à l'archevêque de Bordeaux de racheter ses droits sur Saint-Cyprien en lui offrant 4 900 livres.
Le château des Fages et le prieuré sont incendiés par les armées calvinistes pendant les guerres de Religion, en 1568. En 1685, le monastère est reconstruit. Déclaré « bien national », il est vendu le 23 avril 1791 à la commune pour la somme de 8 125 francs. En 1871, la Régie française des tabacs le transforme en entrepôt après avoir abattu le cloître et fait murer les portes de communication avec l’église qui était devenue « temple de la Raison consacré à l'Être suprême » en 1792.
La commune porta, au cours de la période révolutionnaire de la Convention nationale (1792 – 1795), le nom de Cyprien-sur-Dordogne.

## Politique et administration

### Rattachements administratifs et électoraux
Dès 1790, la commune de Saint-Cyprien est le chef-lieu du canton de Saint-Cyprien qui dépend du district de Sarlat jusqu'en 1795, date de suppression des districts. En 1801, le canton est rattaché à l'arrondissement de Sarlat (devenu l'arrondissement de Sarlat-la-Canéda en 1965).
Dans le cadre de la réforme de 2014 définie par le décret du 21 février 2014, ce canton disparaît aux élections départementales de mars 2015. La commune est alors rattachée au canton de la Vallée Dordogne, dont elle devient le bureau centralisateur.

### Intercommunalité
Fin 1994, Saint-Cyprien intègre dès sa création la communauté de communes de la Vallée de la Dordogne dont elle est le siège. Celle-ci est dissoute au 31 décembre 2013 et remplacée au 1er janvier 2014 par la communauté de communes Vallée de la Dordogne et Forêt Bessède dont elle est également le siège.

### Administration municipale
La population de la commune étant comprise entre 1 500 et 2 499 habitants au recensement de 2017, dix-neuf conseillers municipaux ont été élus en 2020,.

### Liste des maires

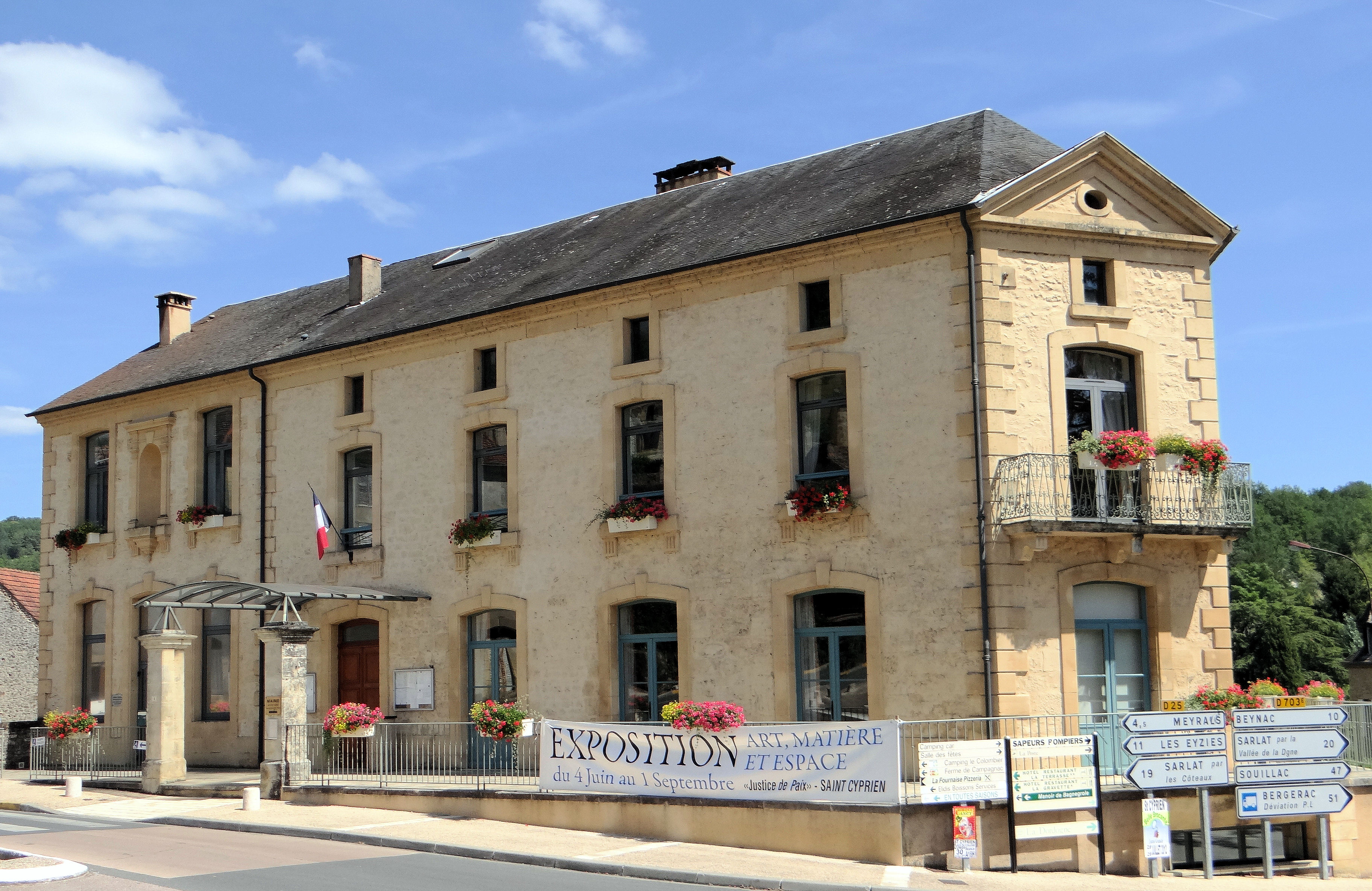
La mairie.

| Période                                  | Période   | Identité                         | Étiquette   | Qualité                                                                    |
| ---------------------------------------- | --------- | -------------------------------- | ----------- | -------------------------------------------------------------------------- |
| Les données manquantes sont à compléter. |           |                                  |             |                                                                            |
| 1790                                     | 1797      | Joseph Prunis                    |             |                                                                            |
| 1797                                     | 1801      | Guillaume Lanceplene             |             |                                                                            |
| 1801                                     | 1810      | Plassial                         |             |                                                                            |
| 1810                                     | 1819      | Guillaume Lavergne Demarqueyssac |             |                                                                            |
| 1819                                     | 1820      | Ludovic de Beaumont              |             |                                                                            |
| 1820                                     | 1827      | de Carbonnier de Marzac          |             |                                                                            |
| 1827                                     | 1830      | de Beaumont                      |             |                                                                            |
| 1830                                     | 1831      | Beynac                           |             |                                                                            |
| 1831                                     | 1836      | Careymat                         |             |                                                                            |
| 1836                                     | 1846      | Eugène Lacroix                   |             |                                                                            |
| 1846                                     | 1848      | Jean Huard                       |             |                                                                            |
| 1848                                     | 1849      | Pierre Lasserre                  |             |                                                                            |
| 1849                                     | 1868      | Pierre La Velle                  |             |                                                                            |
| 1868                                     | 1875      | Anatole Lanceplene               |             |                                                                            |
| 1875                                     | 1876      | François Hodemon                 |             |                                                                            |
| 1876                                     | 1878      | Jean Rantet                      |             |                                                                            |
| 1878                                     | 1884      | (Antoine) Georges Escande        | Républicain | Député, conseiller général (1871-1889)                                     |
| 1884                                     | 1890      | Julien Gueyne                    |             |                                                                            |
| 1890                                     | 1903      | Léon Pestillat                   | Républicain | Conseiller général (1901-1904)                                             |
| 1903                                     | 1919      | Clément Chartroule               |             |                                                                            |
| 1919                                     | 1929      | Ernest Monset                    |             |                                                                            |
| 1929                                     | 1935      | André Deboord                    |             |                                                                            |
| 1935                                     | 1941      | Léon Delrieux                    |             |                                                                            |
| 1941                                     | 1941      | Gabriel Delfour                  |             |                                                                            |
| 1941                                     | 1944      | Joseph Costes                    |             | Président de la délégation spéciale Nommé conseiller départemental en 1942 |
| 1944                                     | 1953      | Maurice Janot                    | Rad.        | Négociant Conseiller général (1951-1957)                                   |
| 1953                                     | 1957      | Jean Bru                         |             |                                                                            |
| 1957                                     | 1976      | Jean Ladignac                    | MRG         | Pharmacien Conseiller général (1958-1976) décédé en fonctions              |
| 1976                                     | 1989      | Yvonne Ladignac                  | MRG         | Pharmacienne                                                               |
| 1989                                     | 1995      | Aymar de Beaumont                | DVD         |                                                                            |
| 1995                                     | mars 2014 | Pierre Mounet                    | SE          | Retraité agricole                                                          |
| mars 2014 (réélu en mai 2020)            | En cours  | Christian Six                    | SE          | Artisan                                                                    |

### Politique environnementale
Dans son palmarès 2024, le Conseil national de villes et villages fleuris de France a attribué deux fleurs à la commune.
Le 30 juin 2021, le bourg a fait son entrée parmi les Petites Cités de caractère de France pour une période de cinq ans.

### Jumelages

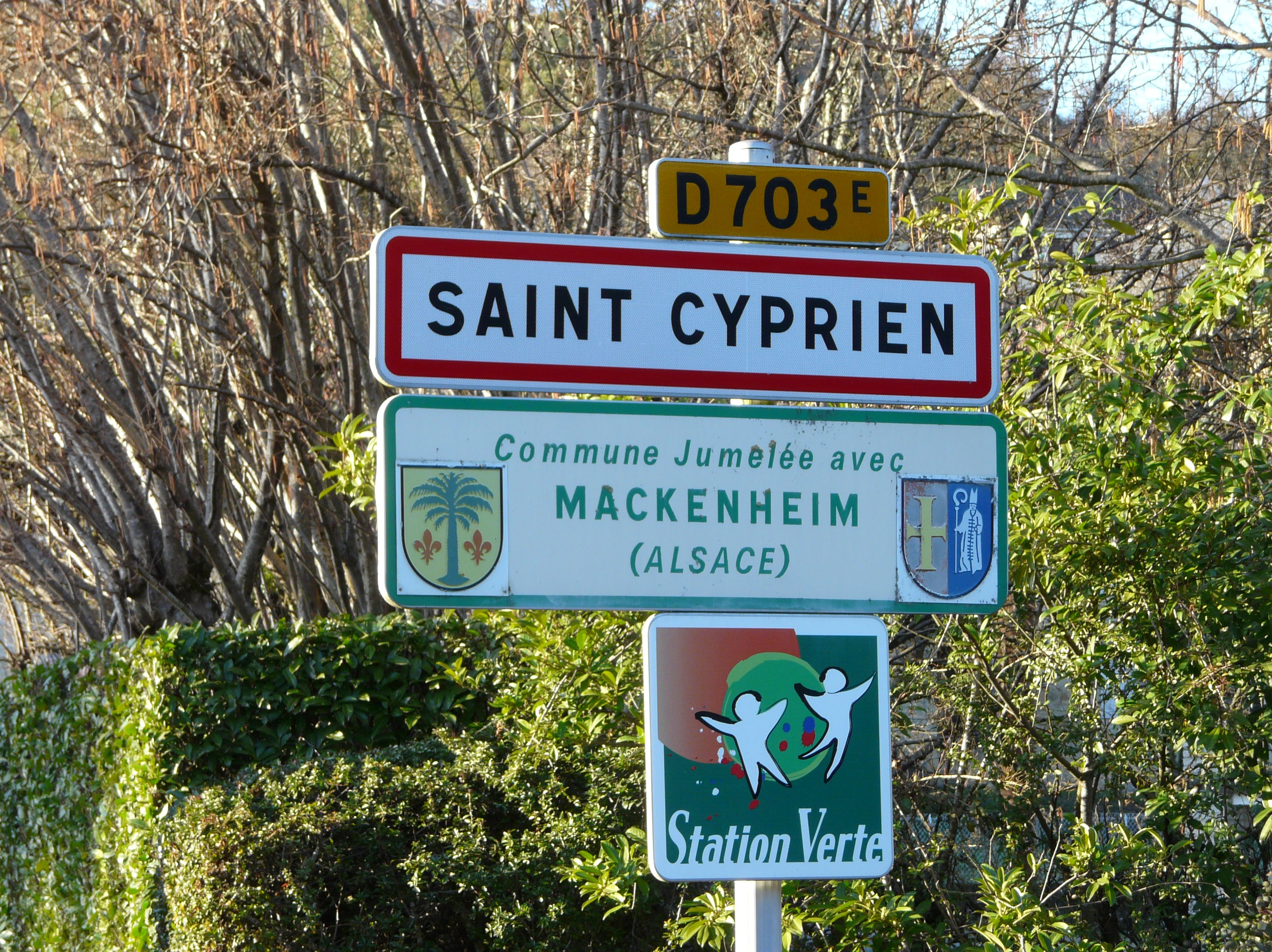
Panneau de jumelage de Saint-Cyprien.

- Mackenheim, Bas-Rhin (France) depuis 1992

## Équipements et services publics

### Santé
Une maison de santé pluridisciplinaire a ouvert en novembre 2021 à Saint-Cyprien. En octobre 2023, elle rassemble cinq médecins généralistes, deux cabinets d'infirmières, une diététicienne, trois kinésithérapeutes,un ostéopathe, deux psychologues et une sage-femme. Un dentiste et un ophtalmologue devraient s'y installer en 2024.

### Justice
Dans le domaine judiciaire, Saint-Cyprien relève : 
- du tribunal de proximité de Sarlat-la-Canéda ;
- du tribunal judiciaire, du tribunal pour enfants, du conseil de prud'hommes et du tribunal de commerce de Bergerac ;
- du pôle Nationalité du tribunal judiciaire de Périgueux (compétent uniquement dans le domaine de la nationalité) ;
- de la cour d'appel et de la  cour administrative d'appel de Bordeaux.

## Population et société

### Démographie
Les habitants de Saint-Cyprien sont appelés les Cypriotes.
L'évolution du nombre d'habitants est connue à travers les recensements de la population effectués dans la commune depuis 1793. Pour les communes de moins de 10 000 habitants, une enquête de recensement portant sur toute la population est réalisée tous les cinq ans, les populations de référence des années intermédiaires étant quant à elles estimées par interpolation ou extrapolation. Pour la commune, le premier recensement exhaustif entrant dans le cadre du nouveau dispositif a été réalisé en 2007.

En 2022, la commune comptait 1 566 habitants, en évolution de −0,82 % par rapport à 2016 (Dordogne : +0,37 %, France hors Mayotte : +2,11 %).
| 1793  | 1800  | 1806  | 1821  | 1831  | 1836  | 1841  | 1846  | 1851  |
| ----- | ----- | ----- | ----- | ----- | ----- | ----- | ----- | ----- |
| 2 300 | 1 746 | 2 055 | 2 065 | 2 375 | 2 287 | 2 324 | 2 535 | 2 426 |

| 1856  | 1861  | 1866  | 1872  | 1876  | 1881  | 1886  | 1891  | 1896  |
| ----- | ----- | ----- | ----- | ----- | ----- | ----- | ----- | ----- |
| 2 412 | 2 415 | 2 374 | 2 364 | 2 430 | 2 571 | 2 281 | 2 134 | 2 064 |

| 1901  | 1906  | 1911  | 1921  | 1926  | 1931  | 1936  | 1946  | 1954  |
| ----- | ----- | ----- | ----- | ----- | ----- | ----- | ----- | ----- |
| 2 117 | 2 111 | 2 064 | 2 013 | 2 056 | 1 875 | 1 837 | 1 862 | 1 600 |

| 1962  | 1968  | 1975  | 1982  | 1990  | 1999  | 2006  | 2007  | 2012  |
| ----- | ----- | ----- | ----- | ----- | ----- | ----- | ----- | ----- |
| 1 617 | 1 649 | 1 763 | 1 708 | 1 593 | 1 522 | 1 562 | 1 567 | 1 581 |

| 2017  | 2022  | - | - | - | - | - | - | - |
| ----- | ----- | - | - | - | - | - | - | - |
| 1 561 | 1 566 | - | - | - | - | - | - | - |

### Manifestations culturelles et festivités
En juillet 2018, Saint-Cyprien organise pour la première fois la Félibrée du Périgord, dont c'est la 99e édition.

### Sports
Le Saint-Cyprien Athletic club » (SCAC) rugby, club créé en 1904.

### Vie associative

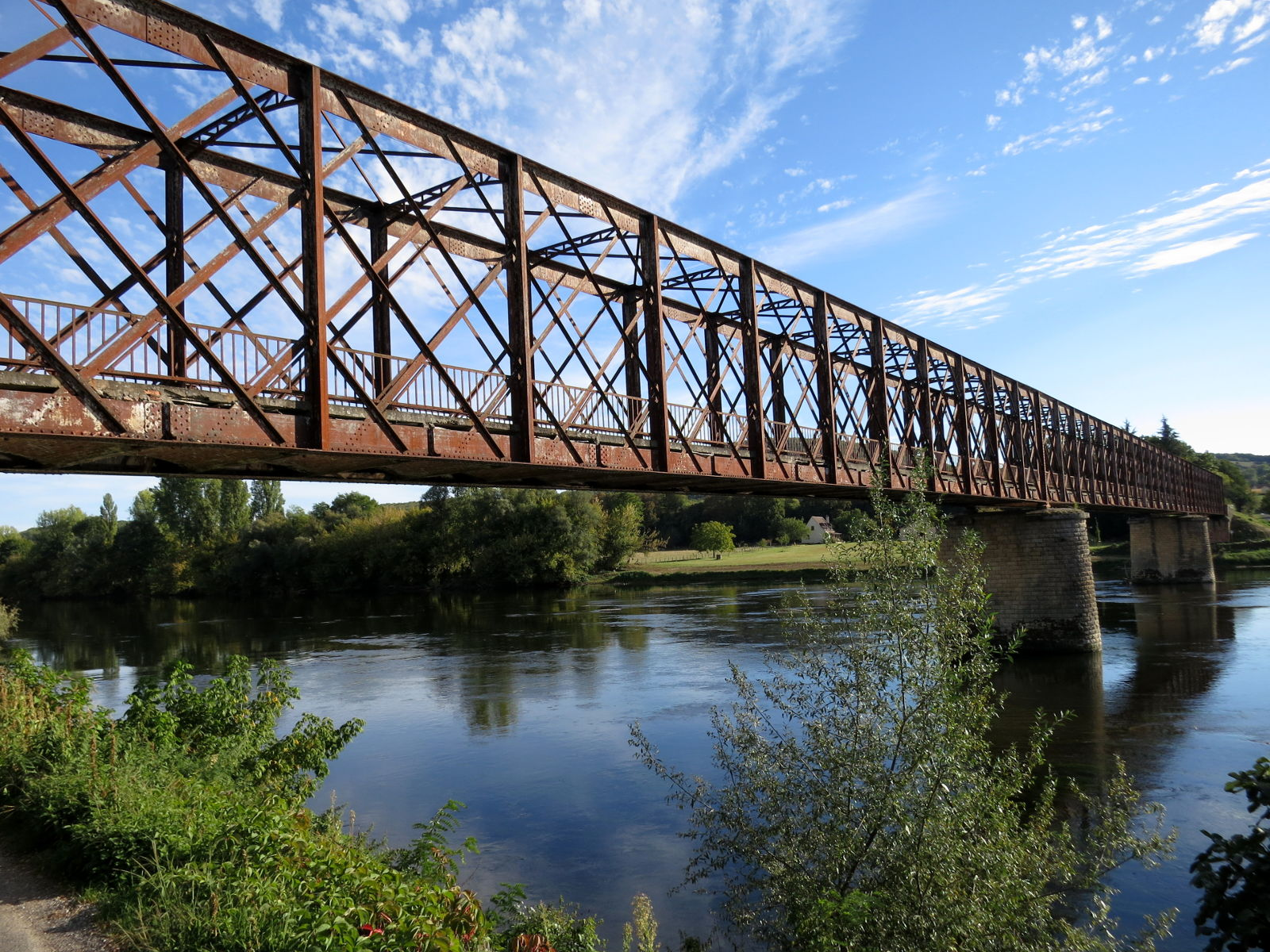
Vue du pont du Garrit depuis la rive droite de la Dordogne (côté Saint-Cyprien).

L'association du Pont du Garrit se mobilise pour préserver, réhabiliter et animer le patrimoine du Pont du Garrit, qui traverse la Dordogne, entre les communes de Berbiguières et de Saint-Cyprien, ainsi que son environnement. Elle est aidée par Georges Pernoud ou Francis Cabrel[réf. nécessaire].

## Économie

### Emploi
En 2015, parmi la population communale comprise entre 15 et 64 ans, les actifs représentent 591 personnes, soit 37,0 % de la population municipale. Le nombre de chômeurs (136) a augmenté par rapport à 2010 (113) et le taux de chômage de cette population active s'établit à 23,0 %.

### Établissements
Au 31 décembre 2015, la commune compte 253 établissements, dont 156 au niveau des commerces, transports ou services, quarante-six relatifs au secteur administratif, à l'enseignement, à la santé ou à l'action sociale, vingt-cinq dans la construction, quatorze dans l'agriculture, la sylviculture ou la pêche, et douze dans l'industrie.

### Entreprises
Parmi les entreprises dont le siège social est en Dordogne, trois sociétés implantées à Saint-Cyprien se classent parmi les cinquante premières de leur secteur d'activité quant au chiffre d'affaires hors taxes en 2015-2016 :
- dans l'agroalimentaire, Péchalou (fabrication de lait liquide et de produits frais), 25e avec 3 795 k€[75] ;
- dans le commerce, la Société Bopredis (supermarché), 45e avec 14 182 k€[76] ;
- dans le BTP, Cypriote travaux publics - V.R.D. (travaux de terrassement courants et travaux préparatoires), 45e avec 2 607 k€[77].

Péchalou, laiterie artisanale bio, est implantée à Saint-Cyprien où elle emploie seize personnes en 2014.

## Culture locale et patrimoine

### Lieux et monuments

#### Patrimoine civil

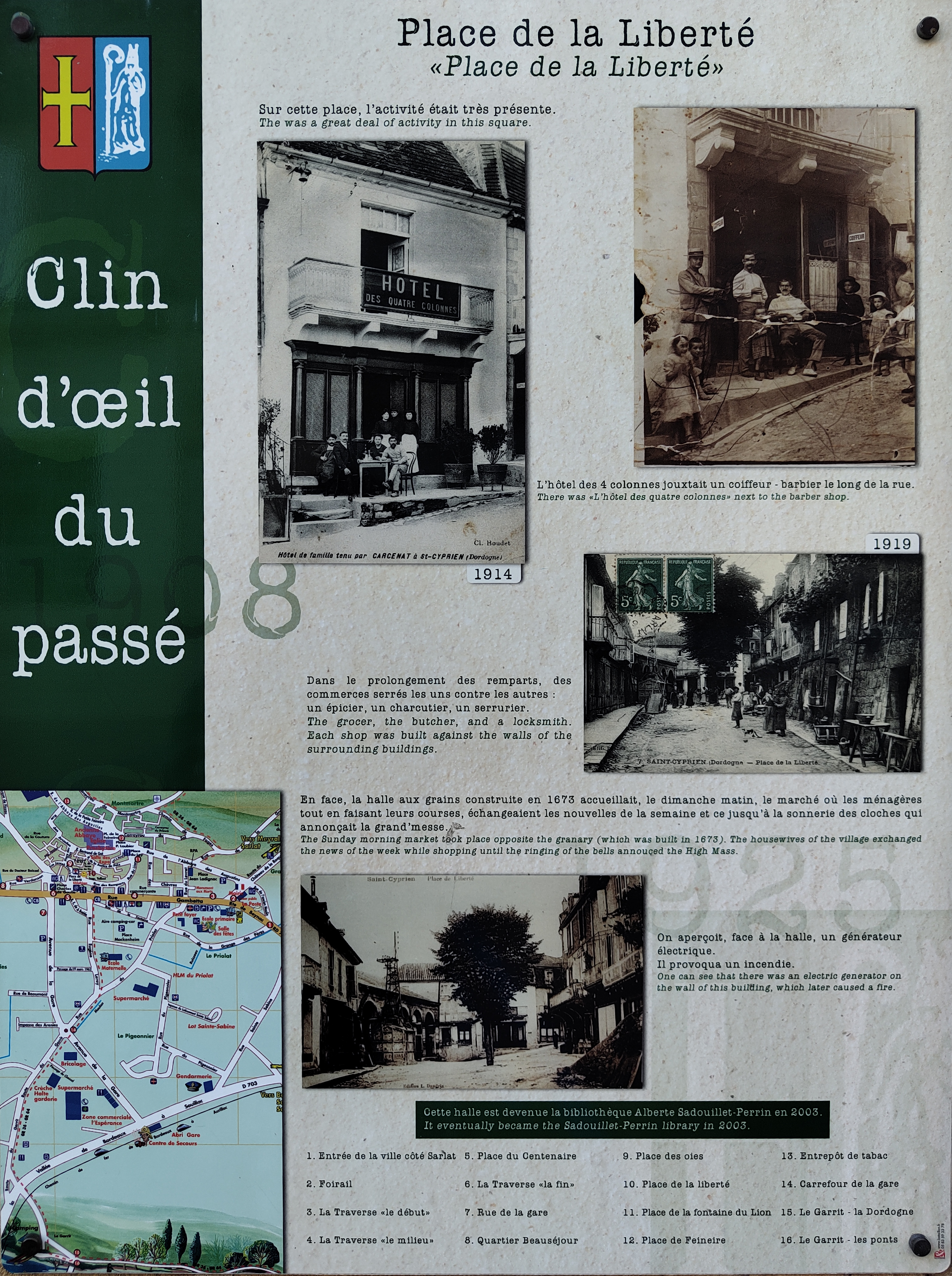
Place de la liberté.

- Château de Fages, XVe et XVIe siècles, dont la chapelle et les ruines du château sont inscrits au titre des monuments historiques en 1933, alors que le pavillon Renaissance est classé monument historique en 1965[79]. Son ouverture u public est envisagée en 2025 pour l'opération « Châteaux en fête » en avril, pendant l'été et pour les Journées européennes du patrimoine en septembre[80].
- Château de Saint-Cyprien, XVIIIe et XXe siècles, inscrit en 1949, et son parc inscrit en 2002[81].
- Le bâtiment de l'ancienne justice de paix : devenu un lieu artistique avec des expositions d’arts durant l’été.
- Les quartiers hauts de Montmartre : point de vue sur la vallée de la Dordogne.
- De nombreuses maisons des XVIe et XVIIe siècles en contrebas de l'abbaye.
- La truffière de Péchalifour.
- Domaine de la voie blanche : vignoble.
- Pont du Garrit de style Eiffel, symbolique du patrimoine industriel du XIXe siècle, a été construit entre 1892 et 1894 par les ateliers Hachette et Driout de Saint-Dizier, une des plus grandes fonderies européennes, pour remplacer le bac[82]. À l'époque, il permettait à un chemin vicinal d'une seule voie de relier l'activité industrielle de cimenterie ainsi que la production de tabac de la commune de Berbiguières au village de Saint-Cyprien, situé sur la rive opposée de la Dordogne. Le pont à une longueur de 176,3 m. En juin 1944, les Allemands voulaient utiliser le pont pour remonter vers la Normandie. Les résistants voulaient gêner ce repli. Une stèle à leur mémoire a été inaugurée à l'issue de la reconstitution en 2014. Ce pont en métal est un symbole du combat de maquisards dans la région. En 1991, la circulation y est interdite pour les véhicules[82]. En 2019, compte tenu de son mauvais état, la traversée est également interdite aux cyclistes et aux piétons[82]. Des travaux effectués début 2024 ont permis une réouverture pour les vélos et les piétons, avec inauguration le 8 juin[83].

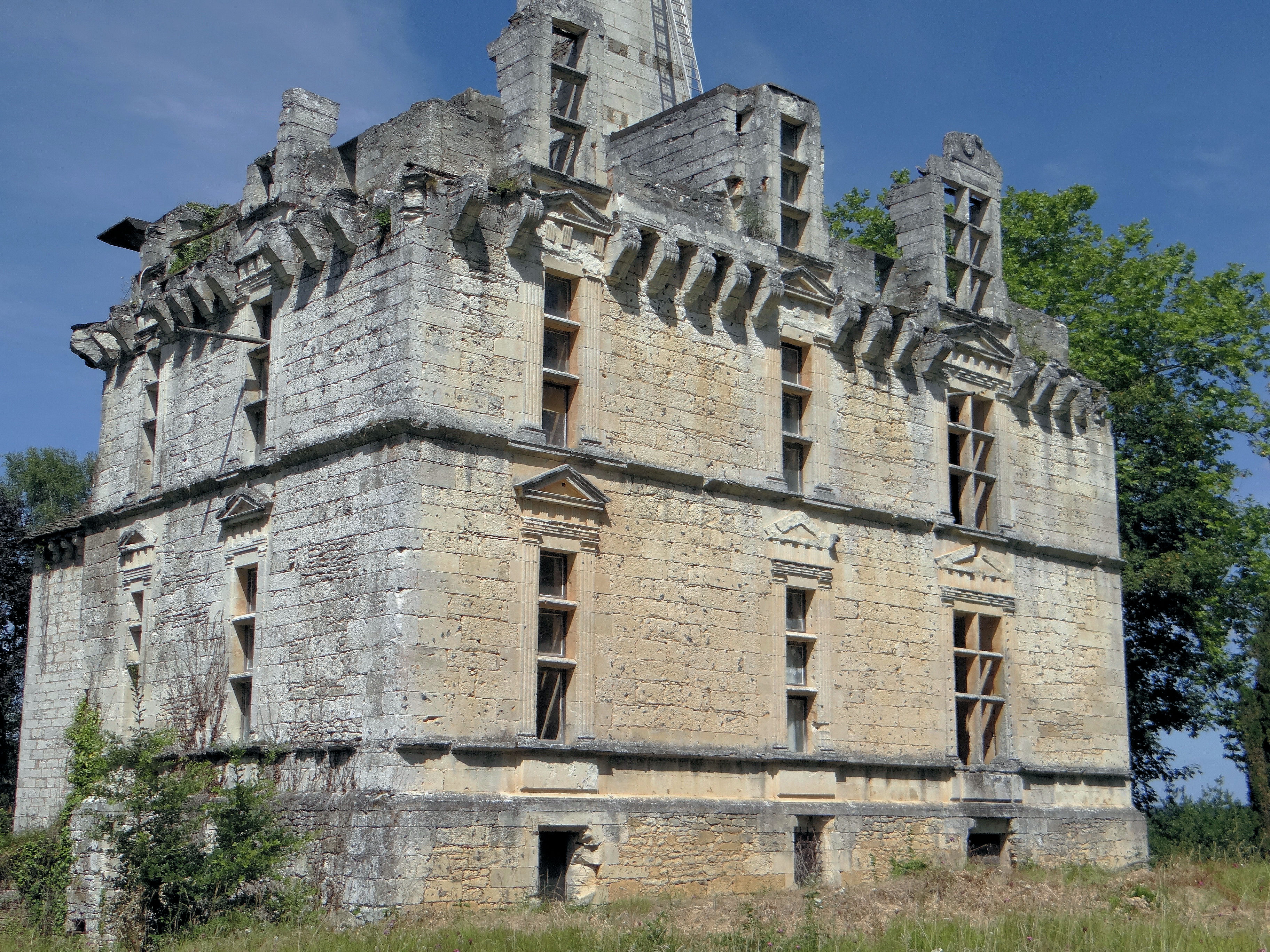
Le château de Fages.
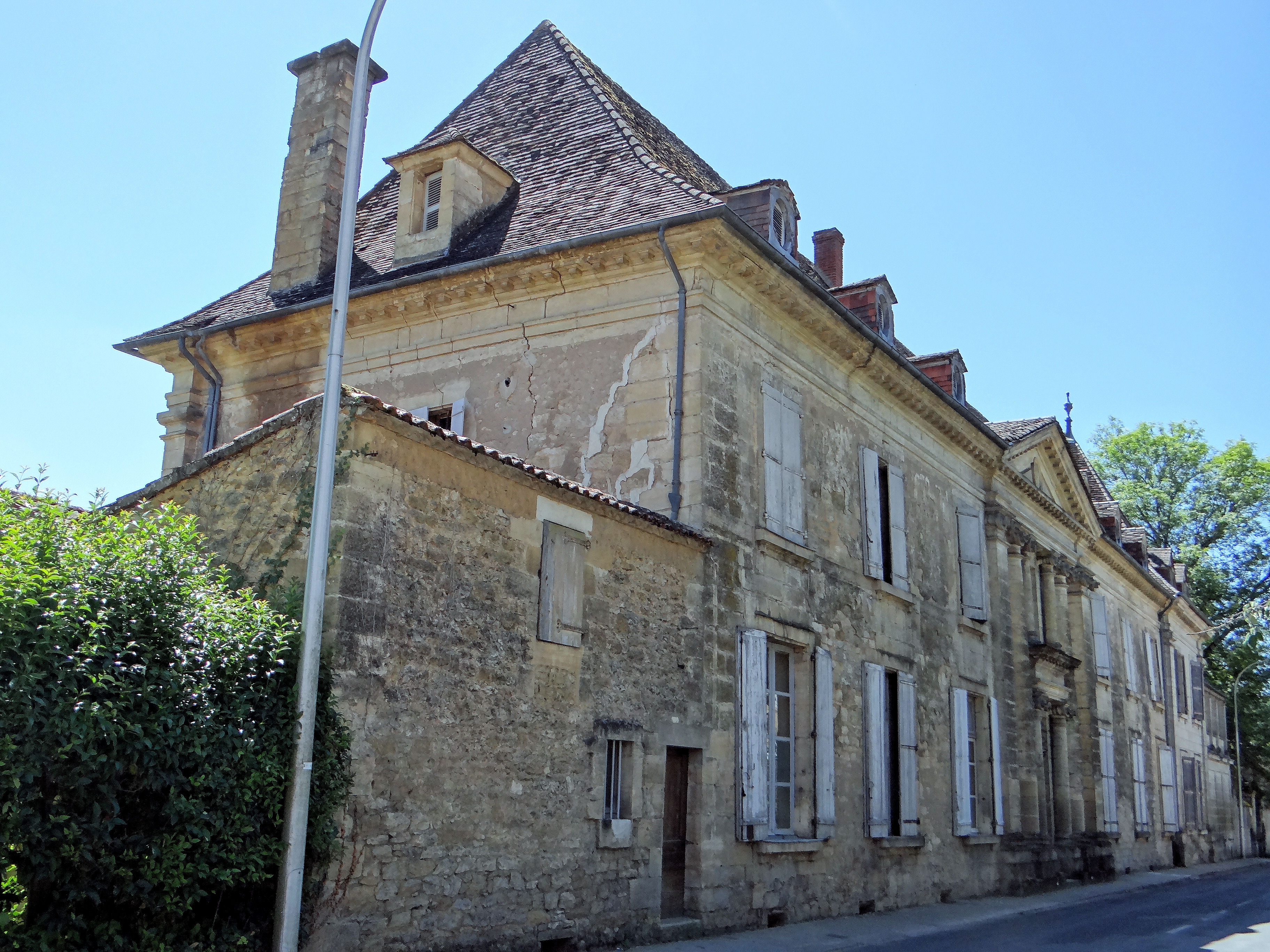
Le château de Saint-Cyprien.
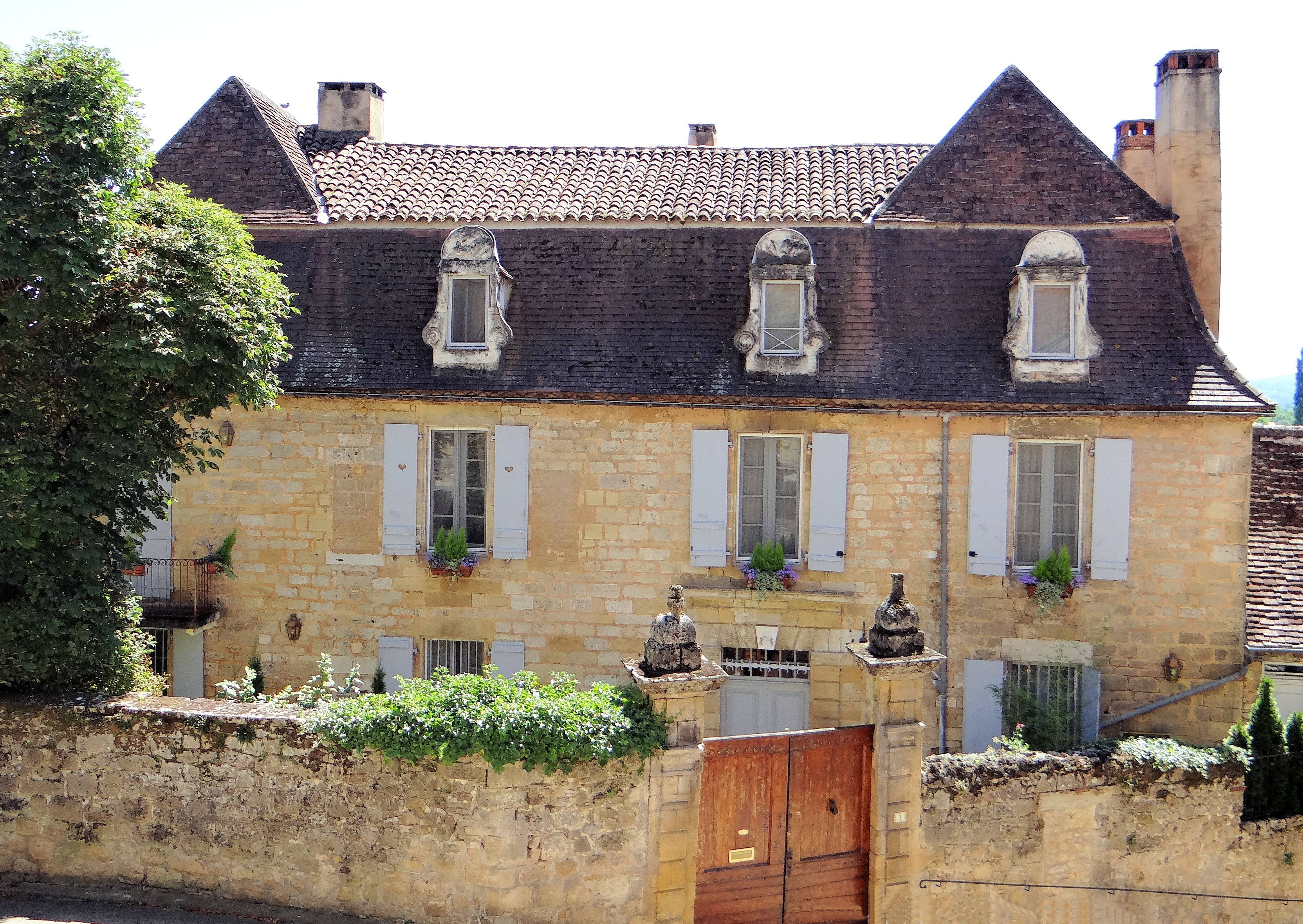
La chartreuse de Monsieur du Plassial.
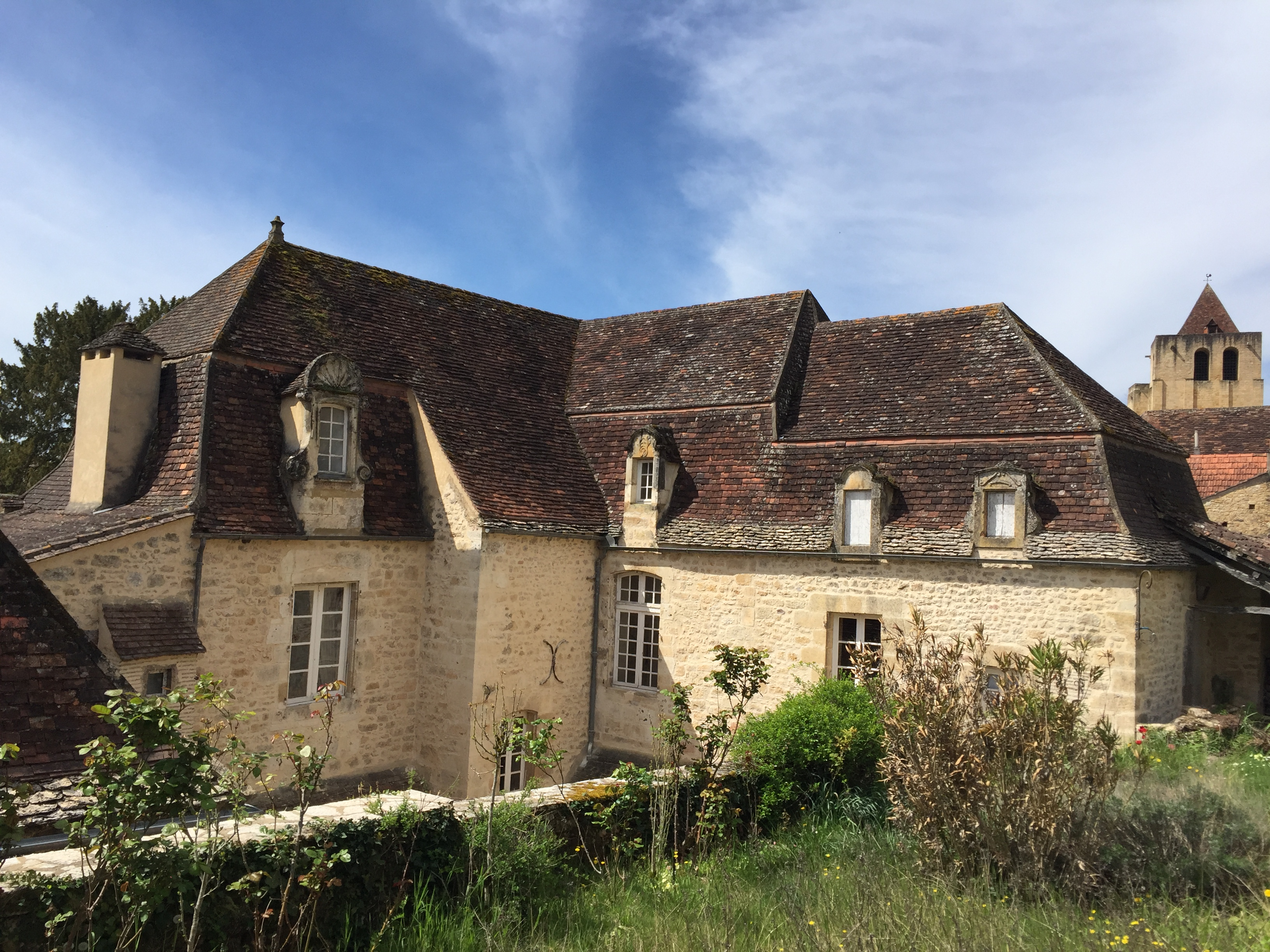
Maison du XVIIIe siècle.
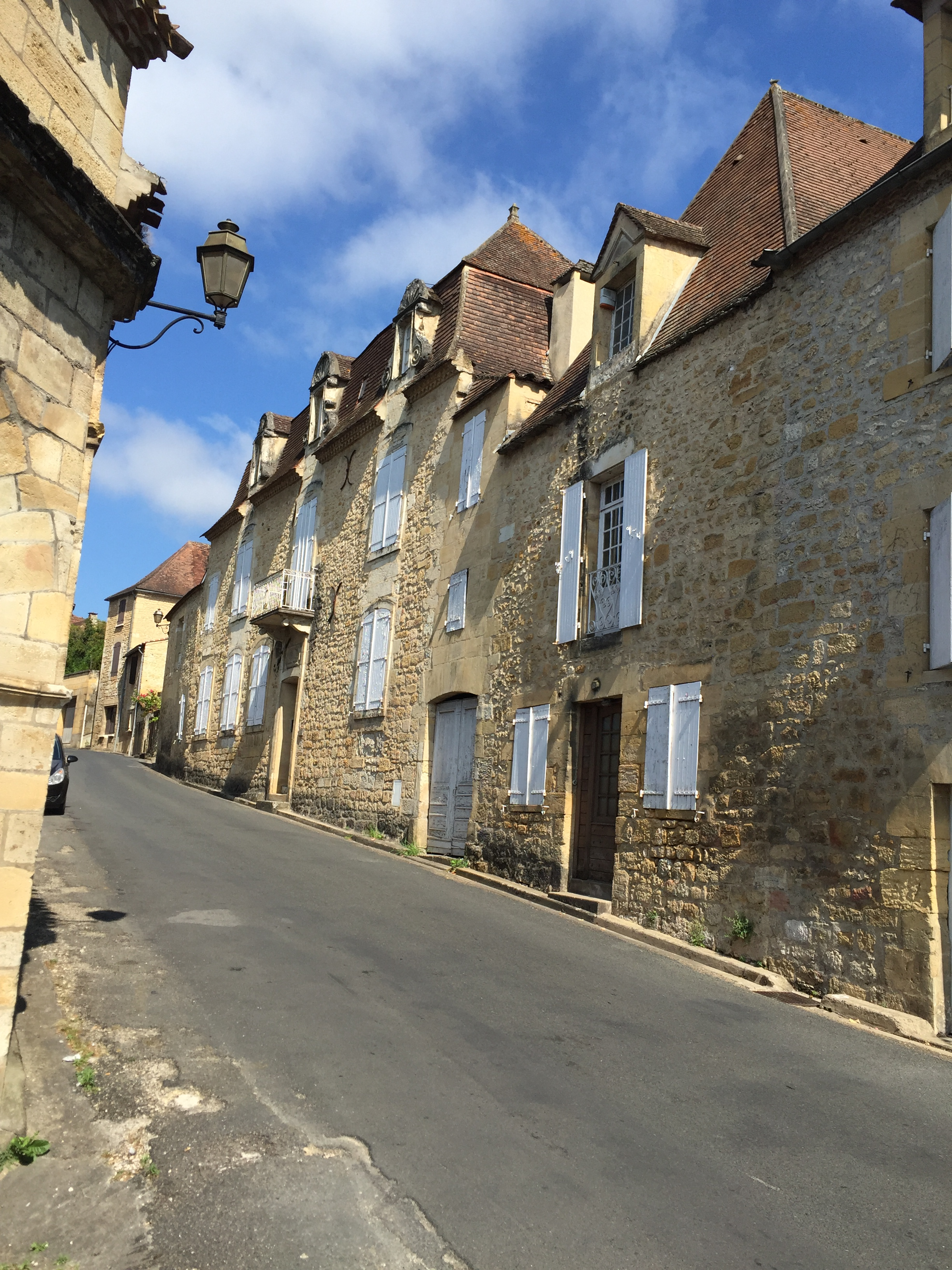
Maison du XVIIe siècle dans la rue de l'Abbaye des Augustins.

#### Patrimoine religieux
- Église Saint-Cyprien, XIIIe et XIVe siècles, avec son clocher-donjon, réputée pour ses qualités acoustiques, classée monument historique en 1923[84]. Une grande partie de son remarquable mobilier intérieur des XVIIe et XVIIIe siècles : buffet d'orgue[85], maîtres-autels[86],[87] et leurs statues en bois polychrome, stalles[88], chaire[89], est classé monument historique. Le clocher se visite pendant les Journées du Patrimoine. Les quatre vitraux de la façade sud ont été réalisés en 1965 par Henri Guérin, peintre et verrier (1929 – 2009) dans un style contemporain (verre teinté et béton armé).
- Presbytère du XVIe siècle, inscrit en 1965[90].
- Chapelle avec clocher-mur située rue Verdanson.

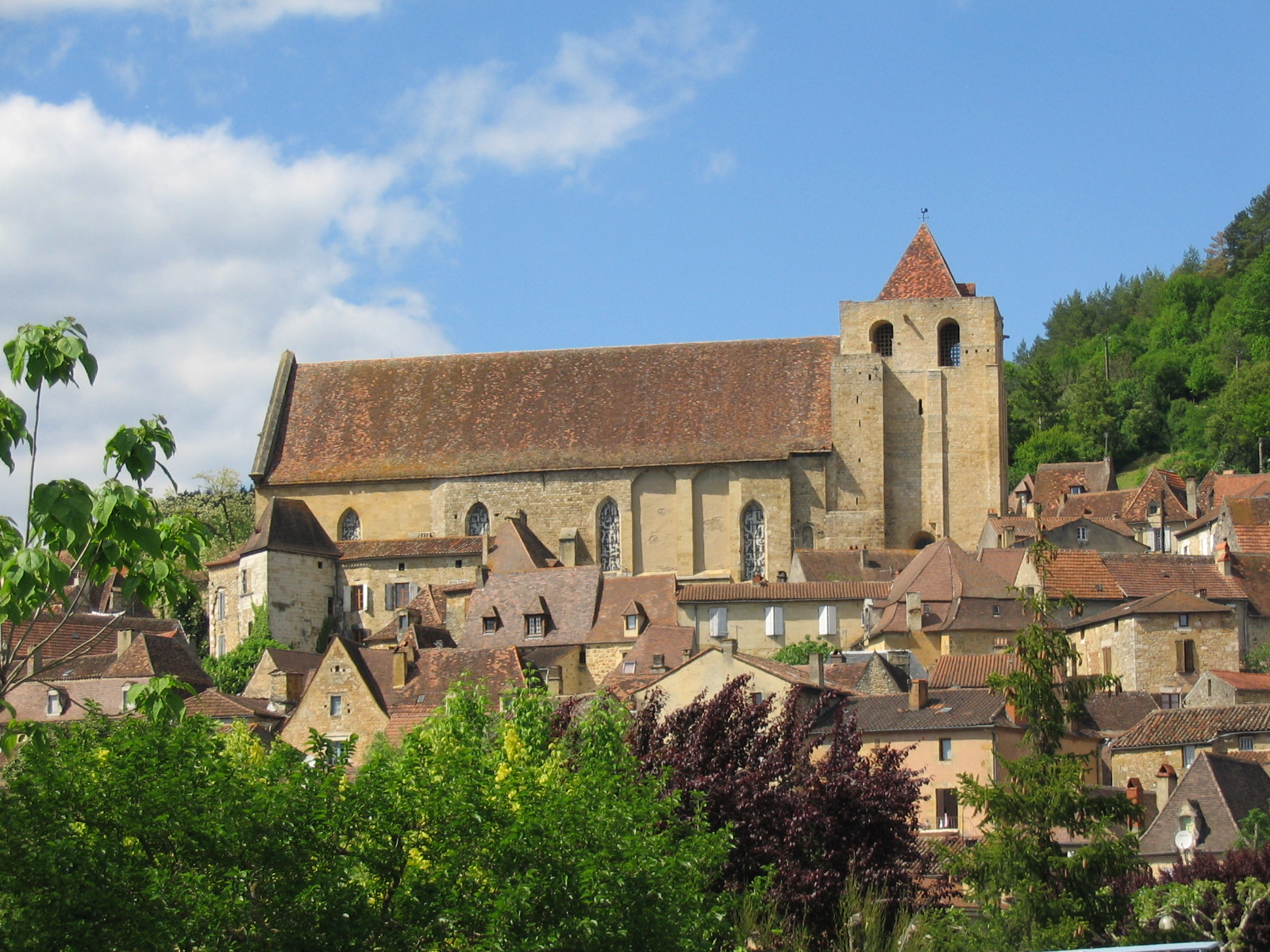
L'église Saint-Cyprien.
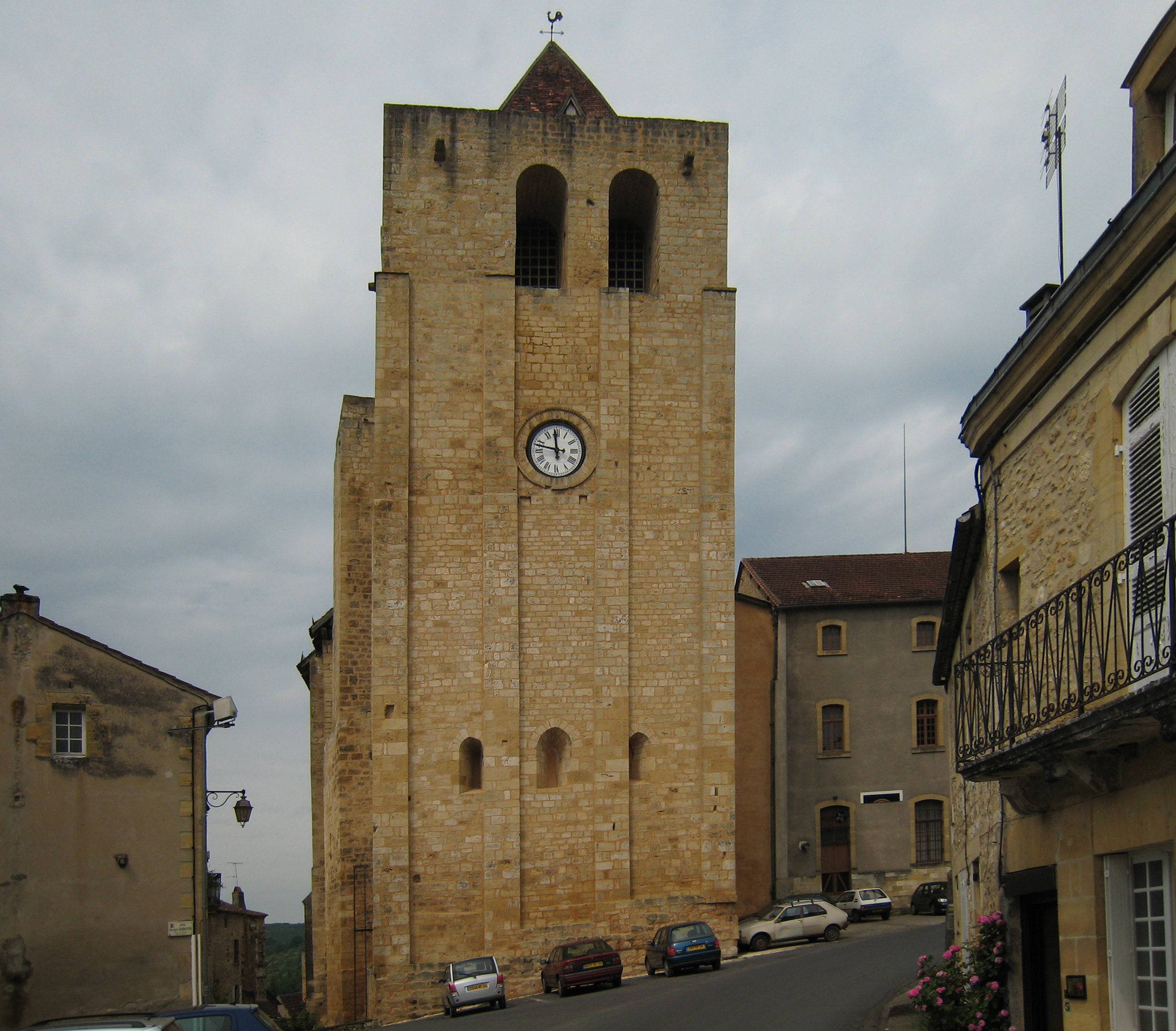
Son clocher-donjon.
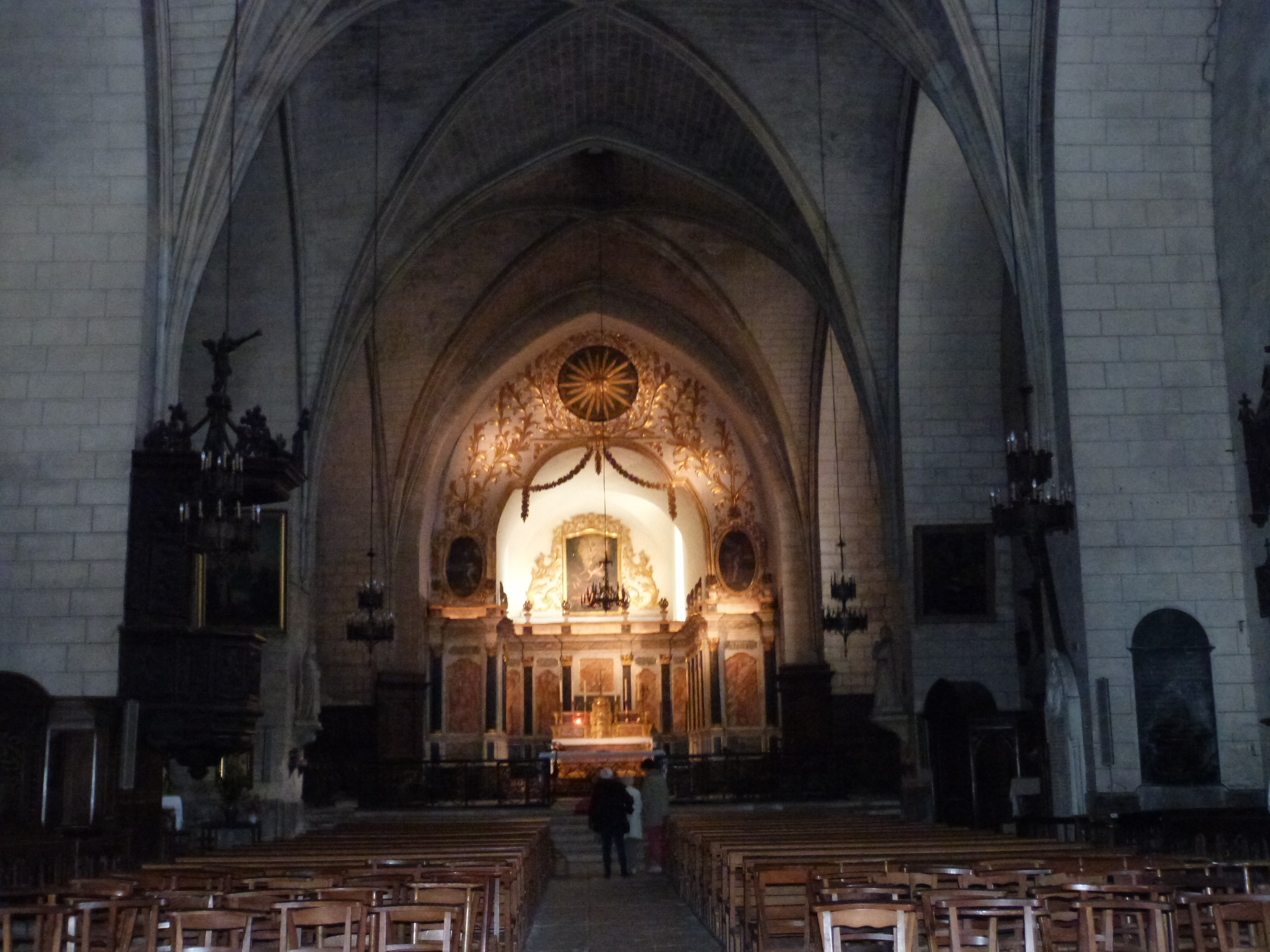
Son chœur.
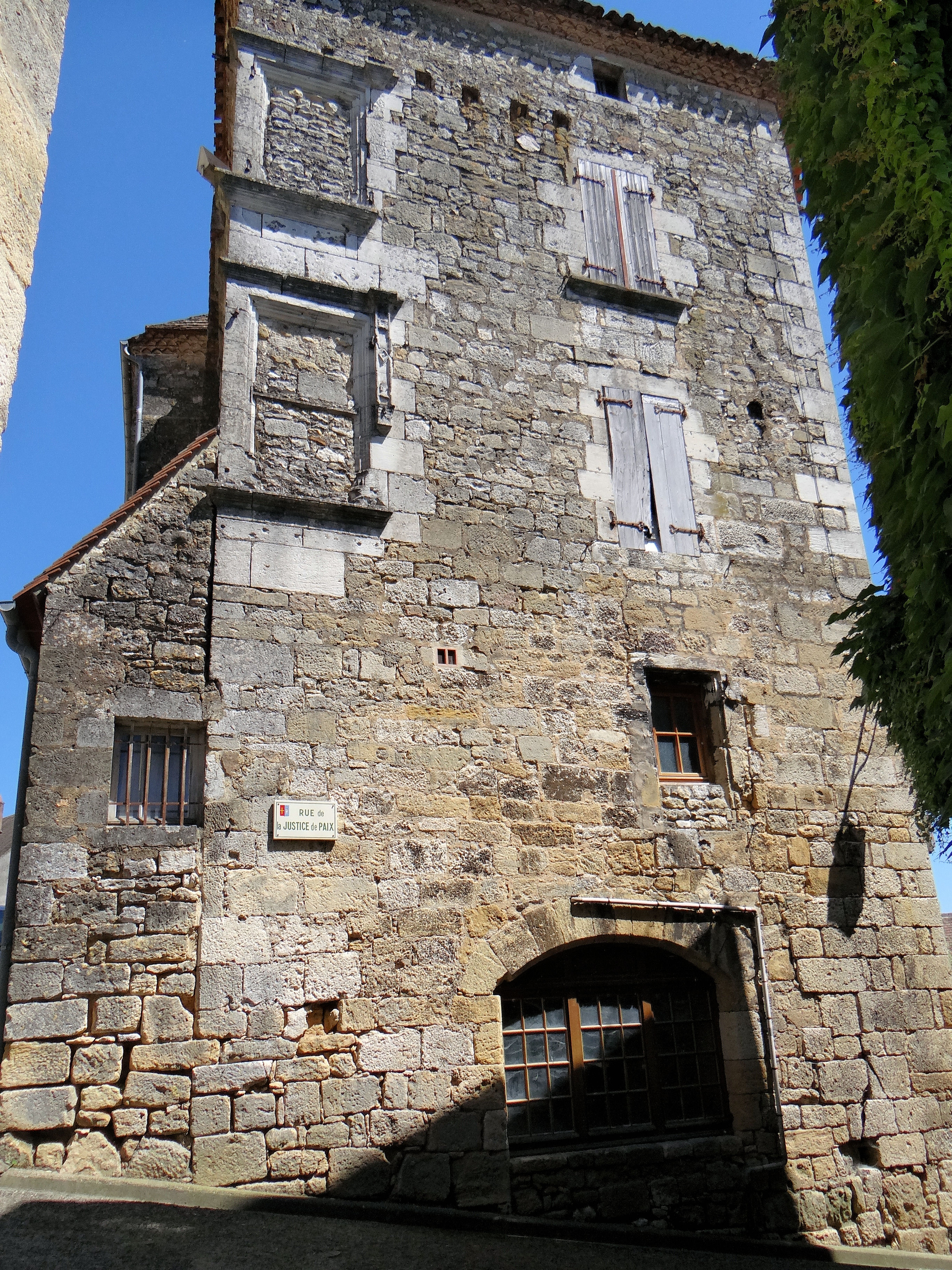
L'ancien presbytère.
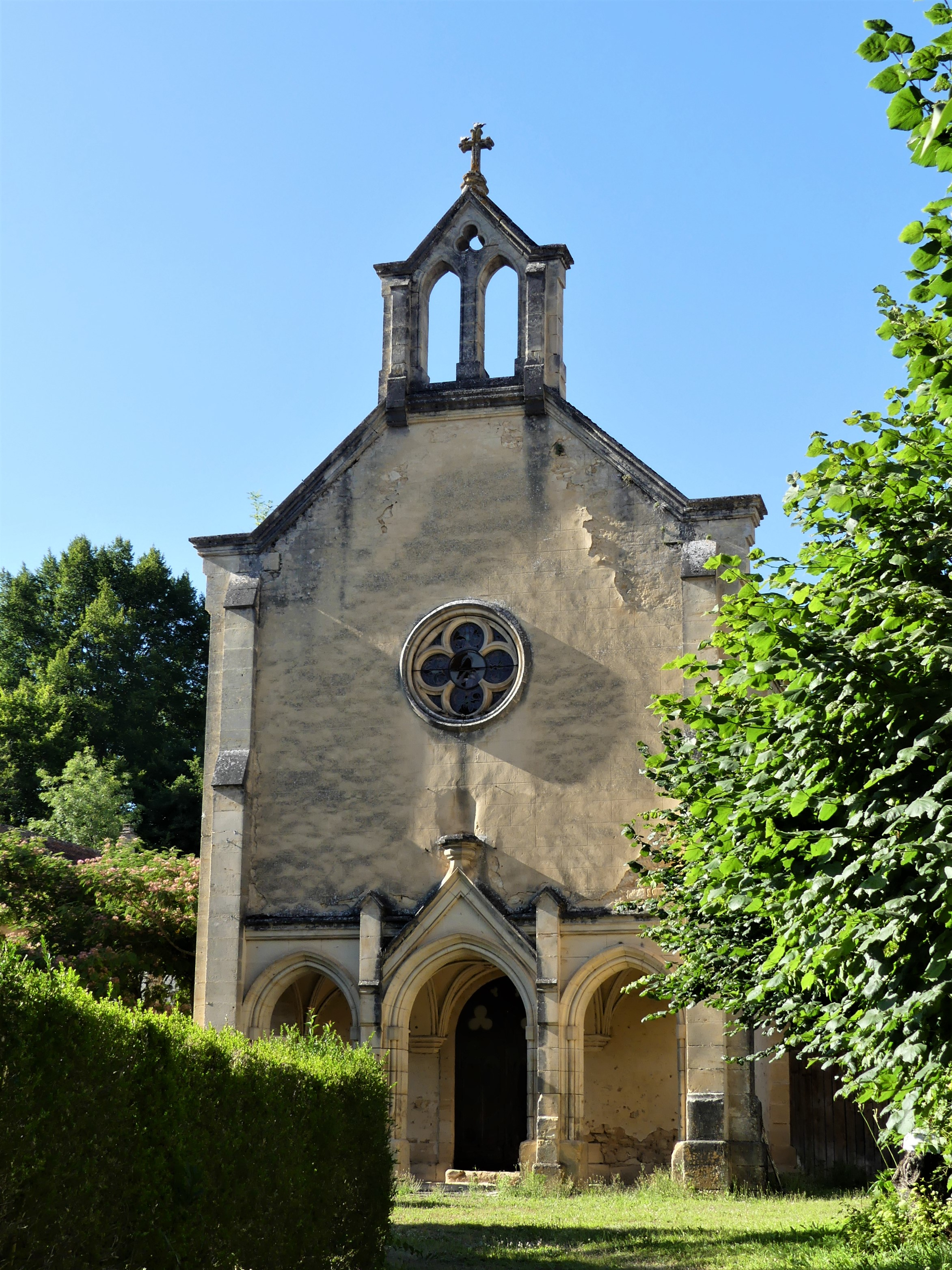
La chapelle de la rue Verdanson.

#### Patrimoine naturel

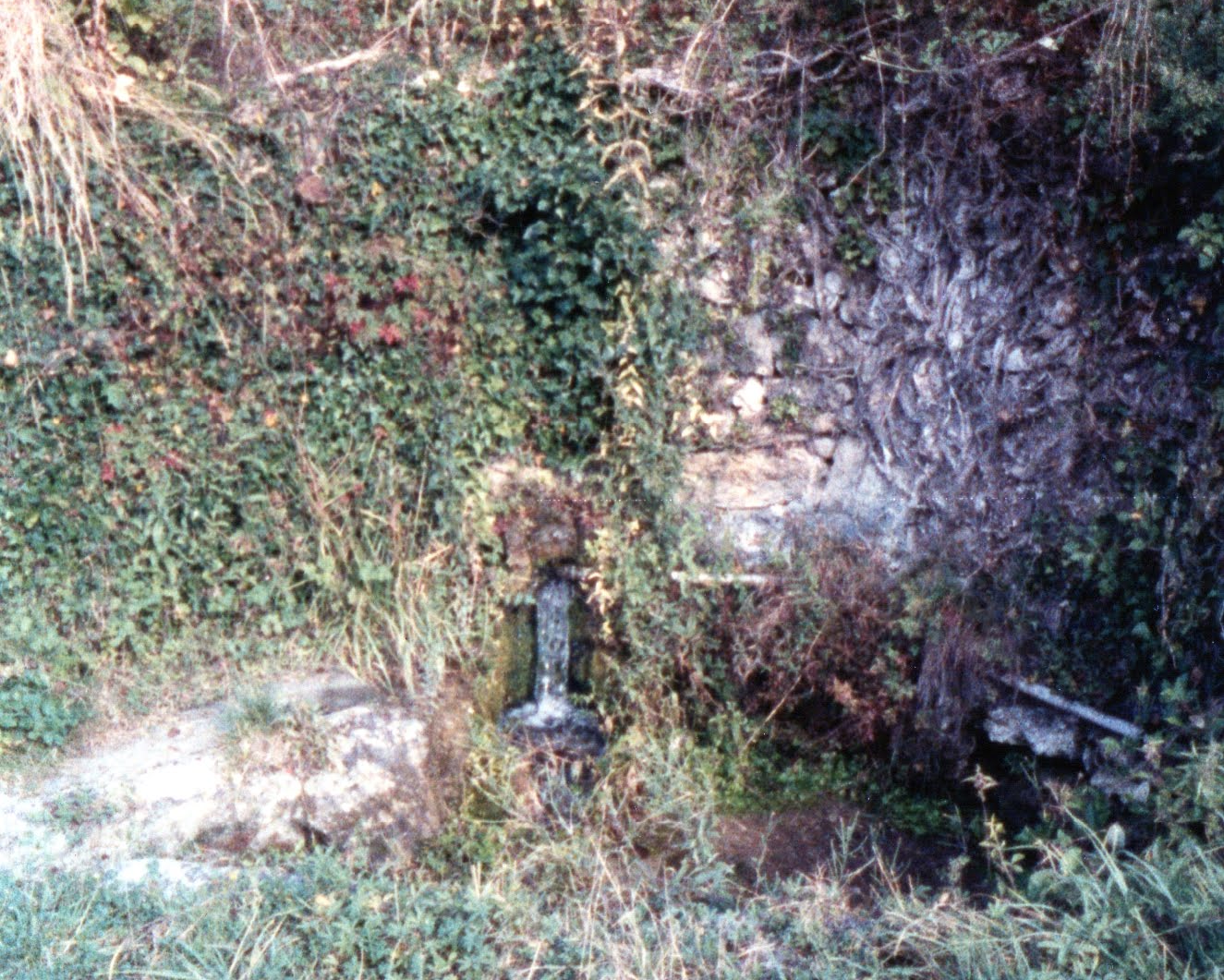
Source naturelle à Saint-Cyprien.

### Personnalités liées à la commune

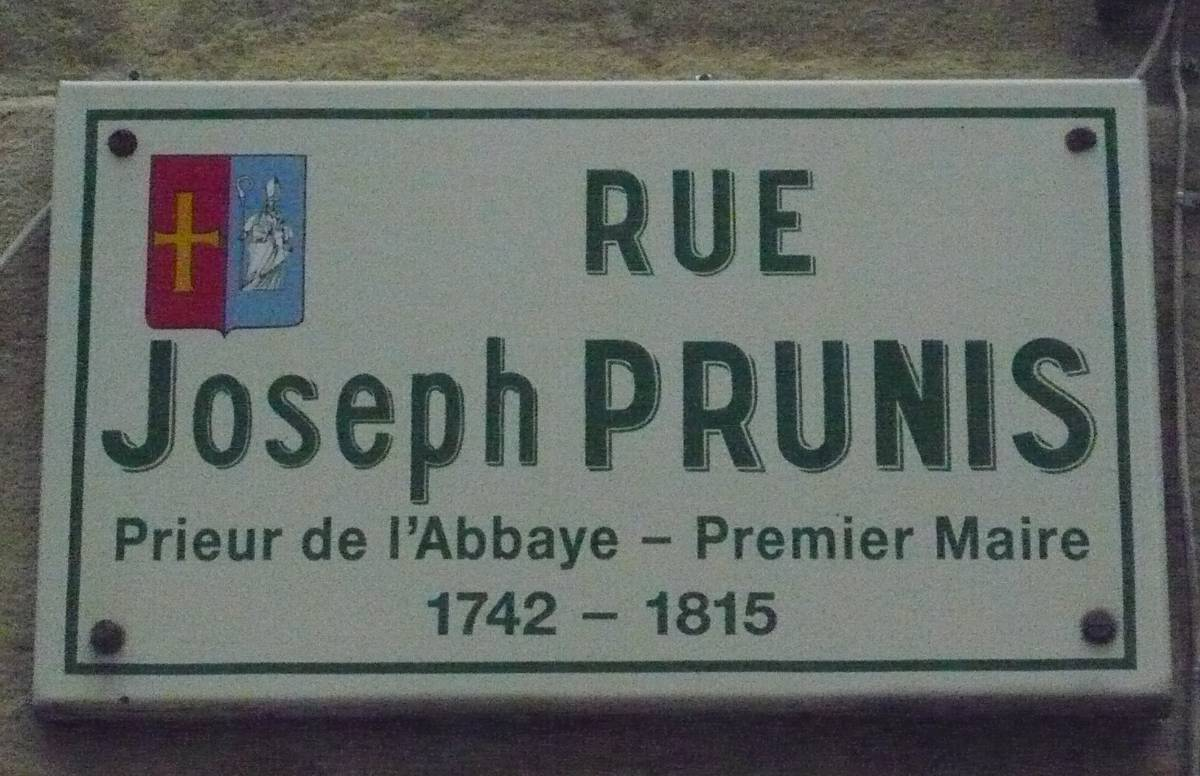
Plaque de la rue Joseph-Prunis à Saint-Cyprien.

- Bertrand de Got (1264-1314), archevêque de Bordeaux, futur pape Clément V, place le monastère de Saint-Cyprien sous sa juridiction.
- Christophe de Beaumont du Repaire (1703-1781), prélat français dont le cœur repose dans une chapelle de Saint-Cyprien.
- Joseph Prunis (1742-1816), clerc et homme politique, fut maire de Saint-Cyprien et y est décédé[91]
- Joseph Marie Pigeon (1758-1833), avocat et homme politique sous le Consulat et le Premier Empire, député de la Dordogne, né à Saint-Cyprien.
- Louis de Carbonnier de Marzac (1810-1875), homme politique français, né à Saint-Cyprien.
- (Antoine) Georges Escande (1847-1928), homme politique français, conseiller général du canton de Saint-Cyprien, il devient maire de Saint-Cyprien de 1878 à 1884.
- Arthur Cobalet (1855-1901), chanteur d'opéra, né à Saint-Cyprien.
- André Jouanel (1873-1960), avoué, premier adjoint à la mairie de Sarlat, président fondateur des amis du vieux Bergerac[92], archiviste municipal de Bergerac, mainteneur du Bournat. En 1902 il rachète le château de Grignols et le sauve d’une ruine certaine en le restaurant entièrement[93].
- Pierre Boissel (1872-1939), médecin à Saint-Cyprien et poète occitan, il exerçait autrefois son activité dans les communes du canton. Ses poèmes écrits en occitan périgordin ont été édités dans le recueil : Lou Ser ol Contou (« Le soir devant la cheminée »)[94].
- Alberte Sadouillet-Perrin (1899-1999), historienne et écrivain local. A publié Mémoires d’une centenaire en Périgord sarladais[95] et Saint-Cyprien, sa plaine et ses coteaux.
- Joséphine Baker (1906-1975) était la marraine de Saint-Cyprien Athletic club » (SCAC) rugby
- Élie Marty (1930-2003), homme politique français, né à Saint-Cyprien.
- Jean-Pierre Bouchard (1955-), psychologue, criminologue et acteur, a suivi le premier cycle d’études secondaires au collège d’enseignement général de Saint-Cyprien. Il a été licencié au « Saint-Cyprien Athletic club » (SCAC) rugby ainsi qu'aux clubs de handball et de cyclisme de Saint-Cyprien.

### Héraldique et devise

#### Héraldique
| Blason de Saint-Cyprien | Blason  | Parti de gueules à la croix pattée d'or et d'azur à saint Cyprien debout mitré, tenant de sa dextre une crosse contournée, le tout d'argent. |
| Blason de Saint-Cyprien | Détails | Blason officiel présent sur le site internet de la commune.                                                                                  |

#### Devise
La devise de Saint-Cyprien est : Quid sucitabit telum qui signifie littéralement « qui osera tirer un trait » et que l'on peut traduire par « qui osera me défier ».

## Pour approfondir